# Robinsonia formula
Robinsonia formula är en fjärilsart som beskrevs av Augustus Radcliffe Grote 1866. Robinsonia formula ingår i släktet Robinsonia och familjen björnspinnare. Inga underarter finns listade.